# Dimère de dichlorure de (cymène)ruthénium
Le dimère de dichlorure de (cymène)ruthénium est un complexe organoruthénium (en) de formule chimique [(η6-p-cymène)RuCl(µ-Cl)]2. Il s'agit d'un solide rouge diamagnétique constitué d'un dimère de molécules en tabouret de piano semblable au dimère de dichlorure de (benzène)ruthénium. Il est utilisé en chimie organométallique et en catalyse homogène.

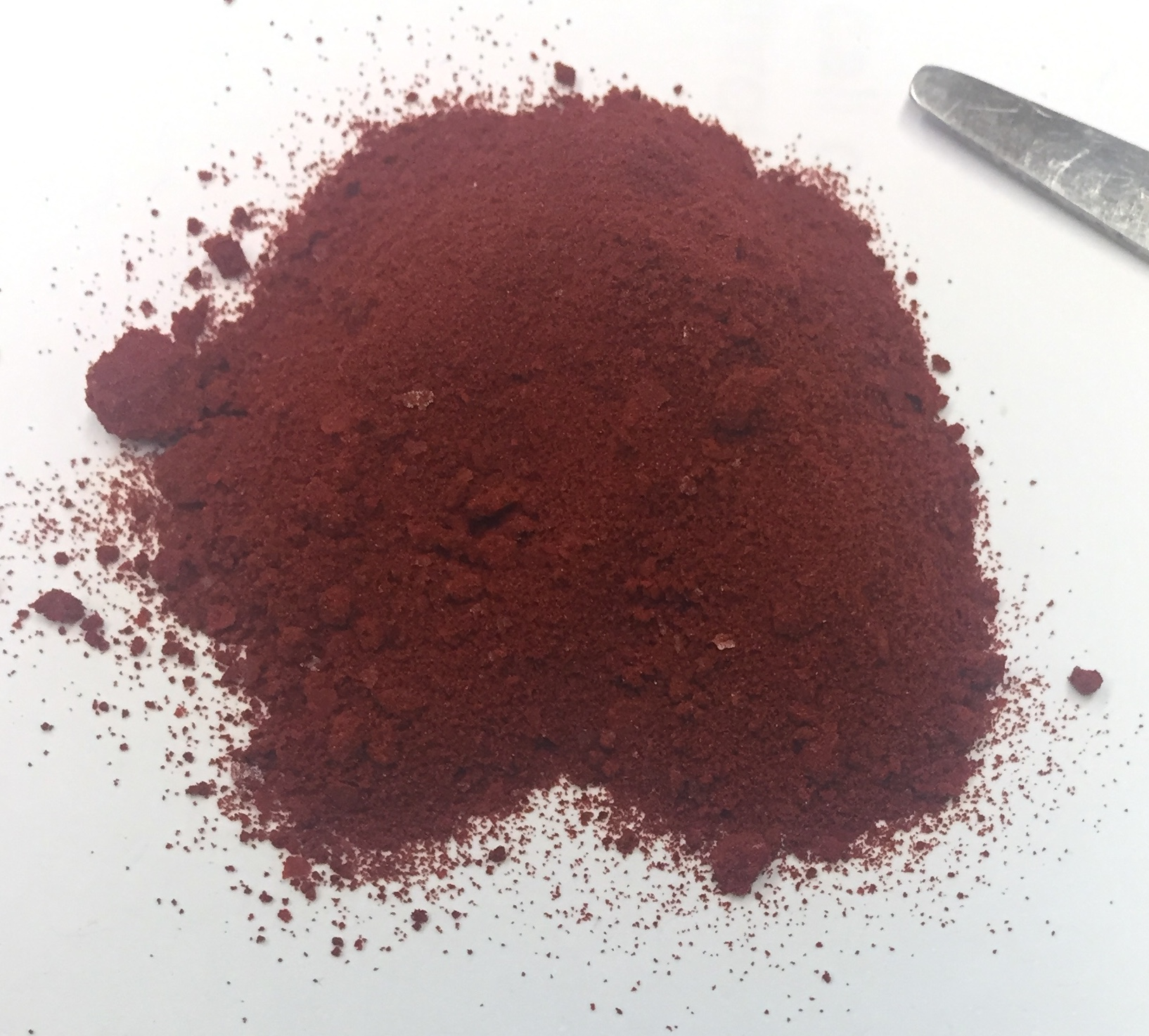
Échantillon de [(η6-p-cymène)RuCl(µ-Cl)]2.

## Synthèse et réactions
On le produit par réaction de phellandrène avec du chlorure de ruthénium(III) RuCl3 hydraté. À température élevée, le ligand p-cymène peut s'échanger avec d'autres arènes :
[(η6-p-cymène)RuCl(µ-Cl)]2 + 2 C6Me6 ⟶ [(η6-C6Me6)RuCl(µ-Cl)]2 + 2 p-cymène.
Le dimère de dichlorure de (cymène)ruthénium réagit avec les bases de Lewis pour donner des adduits monométalliques dont les monomères adoptent une géométrie pseudo-octaédrique :
[(η6-p-cymène)RuCl(µ-Cl)]2 + 2 PPh3 ⟶ 2 (η6-p-cymène)RuCl2(PPh3).

## Applications
Par traitement avec le chélateur TsDPENH (en), il donne le complexe (p-cymène)Ru(TsDPEN-H), qui est un catalyseur pour l'hydrogénation par transfert asymétrique.
Il est également utilisé pour produire, par monomérisation avec le dppf des catalyseurs de processus par emprunt d'hydrogène (en), réaction fondée sur l'activation d'alcools pour la substitution nucléophile.
Il peut également être utilisé pour obtenir d'autres complexes (arène)ruthénium.